# Hilaire Belloc
Joseph Hilaire Pierre René Belloc, född 27 juli 1870 i La Celle-Saint-Cloud i Frankrike, död 16 juli 1953 i Guildford i England, var en fransk-brittisk författare och historiker som blev brittisk medborgare 1902. Hans katolska tro påverkade det mesta han skrev.
Han var bror till författaren Marie Adelaide Belloc Lowndes.
A.N. Wilson och Joseph Pearce har skrivit biografier om honom.

## Biografi
Hilaire Belloc föddes i La Celle-Saint-Cloud i Frankrike och hade en fransk far och en engelsk mor. Han växte upp i Slindon i West Sussex. Hans mor Elizabeth Rayner Parkes var också författare och ättling till kemisten Joseph Priestley. Fadern Louis Belloc var advokat och son till konstnären Jean-Hilaire Belloc. Fadern förlorade pengar på börsen och dog när Hilaire Belloc var fem år gammal så modern tog honom och hans syster Marie till England. Belloc återvände dock till Frankrike för att göra militärtjänst eftersom han var fransk medborgare. Han studerade historia i Oxford.
Han tyckte om att promenera och då han uppvaktade sin blivande hustru Elodie Hogan, som han träffade 1890, gick han från Mellanvästern till hennes hem i norra Kalifornien. De gifte sig 1896. Han köpte land i Shipley, West Sussex. De fick fem barn innan hon dog i influensa 1914. Sonen Louis dödades nära Cambrai i Frankrike då han tjänstgjorde i Royal Flying Corps under första världskriget. Hilaire Belloc lät sätta upp en minnesplakett över honom i katedralen i Cambrai.

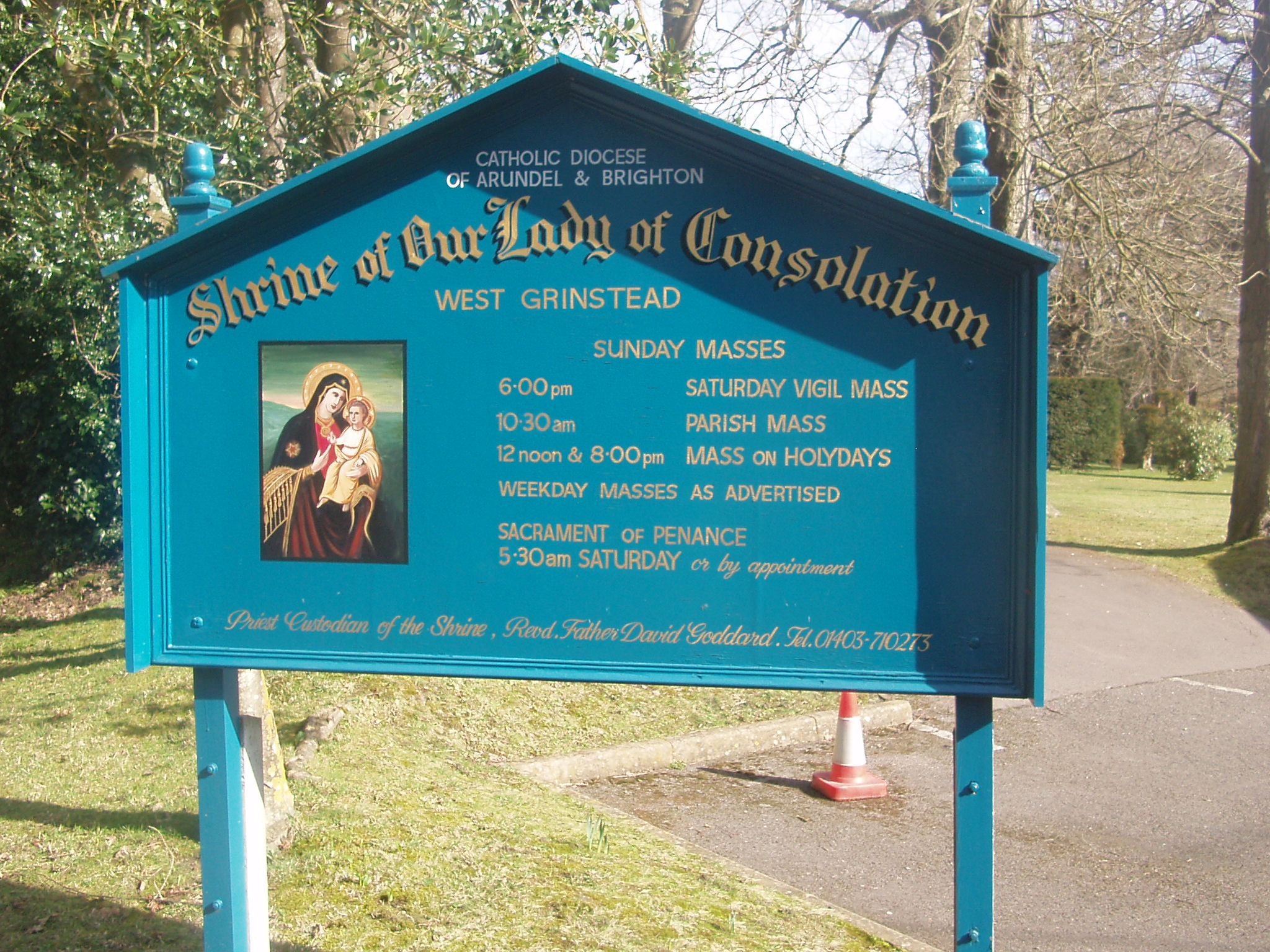
Kyrkan där Belloc är begraven.

Belloc drabbades 1941 av ett slaganfall, som han aldrig återhämtade sig från. Han avled den 16 juli 1953 i Guildford i Surrey och ligger begraven i Shrine of Our Lady of Consolation i West Grinstead.

### Fram till 1909
- Verses and Sonnets (1896)
- The Bad Child's Book Of Beasts (1896)
- More Beasts for Worse Children (1897)
- The Modern Traveller (1898)
- Danton; a study (1899)
- Paris, Its Sites, Monuments and History (1898)
- A Moral Alphabet (1899)
- Paris (1900)
- Lambkin's remains (1900)
- Robespierre (1901)
- The Path To Rome (1902)
- The great inquiry; faithfully reported by Hilaire Belloc and ornamented with sharp cuts drawn on the spot by G. K. Chesterton (1903)
- Caliban's Guide to Letters (1903)
- Emmanuel Burden, Merchant (1904)
- Avril. Essays on the French Renaissance (1904)
- The Old Road: From Canterbury to Winchester (1904)
- Hills and the Sea (1906)
- Sussex (1906)
- Esto Perpetua: Algerian Studies and Impressions (1906)
- Cautionary Tales for Children (1907)
- The Historic Thames (1907)
- Mr. Clutterbuck's Election (1908)
- On Nothing and Kindred Subjects  (1908)
- On Everything (1909)
- The Eye-Witness (1908)
- A Change in the Cabinet (1909)
- Marie Antoinette (1909)
- The Pyrenees (1909)

### 1910–1919
- Pongo and the Bull (1910)
- Catholicism and Socialism: Second Series (1910)
- On Anything (1910)
- On Something (1910)
- Verses (1910)
- The Party System (1911) (tillsammans med Cecil Chesterton)
- More Peers (1911)
- The Four Men: a Farrago (1911)
- The French Revolution (1911)
- The Girondin (1911)
- First and last (1911)
- British Battles: Battle of Blenheim (1911)
- Battle of Turcoing (1912)
- Battle of Crécy (1912)
- Battle of Waterloo (1912)
- Battle of Malplaquet
- Battle of Poitiers (1356) (1913)
- The Servile State (1912)
- The Green Overcoat (1912)
- The River of London (1912)
- This and That and the Other (1912)
- The History of England (1912) (tillsammans med John Lingard)
- The Stane Street (Chichester): a monograph (1913)
- Warfare in England (1913)
- The Book of the Bayeux tapestry (1914)
- The Romance of Tristan and Iseult (1915) (översättning)
- The History of England (1915)
- The Two Maps of Europe (1915)
- A Change in the Cabinet (1915)
- A General Sketch of the European War, the First Phase (1915)
- At the Sign of the Lion (1916)
- The last days of the French monarchy (1916)
- A General Sketch of the European War, The Second Phase (1916)
- The Free Press (1918)

### 1920–1929
- Europe And The Faith (1920)
- The House of Commons and Monarchy (1920)
- The Jews (1922)
- The Mercy of Allah (1922)
- The Road (1923)
- The Contrast (1923)
- On (1923)
- Economics for Helen (1924)
- The Cruise of the Nona (1925)
- This and that and the other (1925)
- Mr. Petre (1925)
- The French Revolution (1925)
- The Campaign of 1812 and the Retreat from Moscow (1925)
- A Companion to Mr. Wells's "Outline of History"  (1926)
- Mr. Belloc Still Objects (1926)
- The Catholic Church and History (1926)
- Short Talks with the Dead and others (1926)
- The emerald of Catherine the Great (1926)
- Essays of Today and Yesterday (1926)
- Miniatures of French History (1926)
- Mrs. Markham's New History of England (1926)
- The Highway and Its Vehicles (1926)
- Oliver Cromwell (1927)
- The Haunted House (1927)
- Towns of Destiny (1927)
- Do We Agree?: A Debate Between G. K. Chesterton And Bernard Shaw, with Hilaire Belloc in the Chair (1928)
- Many Cities (1928)
- M. Wells et Dieu. Des poèmes et des essais  (1928) (tillsammans med Maurice Beerblock, A. Beucler, Pierre Colle, Elie Gothchaux, Robert Honnert, Georges Hugnet, Mercédès de Gournay, Max Jacob, Jean de Menasce, Eugenio d'Ors, Paul Sabon)
- James II (1928)
- But Soft - We Are Observed! (1928)
- How the Reformation Happened (1928)
- Belinda: a tale of affection in youth and age (1928)
- A Conversation with an Angel: and other essays (1928)
- The Chanty of the Nona (1928)
- The Missing Masterpiece (1929)
- Richelieu (1929)
- Survivals and New Arrivals: The Old and New Enemies of the Catholic Church (1929)

### 1930–1939
- The Man Who Made Gold (1930)
- Wolsey (1930)
- The Catholic Church and Current Literature (1930)
- Joan of Arc (1930)
- Pauline - Favorite Sister of Napoleon (1930)
- New Cautionary Tales (1930)
- Essays of a Catholic Layman in England (1931)
- A Conversation with a Cat: and others (1931)
- *Cranmer (1931)
- On Translation (1931)
- One Hundred and one Ballades (1931) (tillsammans med E. C. Bentley G. K. Chesterton C.K. Scott-Moncrieff, Winifred Agar, Sidney Allnutt, Maurice Baring, Cecil Chesterton, Geoffrey Howard, Diggory King, H. S. Mackintosh)
- Nine Nines or Novenas from a Chinese Litany of Odd Numbers (1931)
- Napoleon (1932)
- The Postmaster General (1932)
- Saulieu Of The Morvan (1932)
- The Question and the Answer (1932)
- Ladies and Gentlemen: For Adults Only and Mature at That (1932)
- An Heroic Poem in Praise of Wine (1932)
- Charles the First, King of England (1933)
- William the Conqueror (1933)
- Below bridges (1933)
- The Tactics and Strategy of the Great Duke of Marlborough (1933)
- How We Got The Bible (1934)
- A Shorter History of England (1934)
- Milton (1935)
- Characters Of The Reformation (1936)
- The Restoration Of Property (1936)
- The hedge and the horse (1936)
- The Battleground: Syria and Palestine, The Seedplot of Religion (1936)
- The County of Sussex (1936)
- The Crisis Of Our Civilisation (1937)
- The Crusades : The World's Debate (1937)
- An Essay on the Nature of Contemporary England (1937)
- Stories, essays, poems (1938)
- Monarchy: a study of Louis XIV (1938)
- Return to the Baltic (1938)
- The Great Heresies (1938)
- The Church and Socialism (1938)
- The Case of Dr. Coulton (1938)
- On sailing the sea; a collection of seagoing writings (1939)
- The Last Rally: A Story of Charles II (1939)

### 1940–1953
- The Silence Of The Sea and Other Essays (1940)
- On the Place of Gilbert Chesterton in English Letters (1940)
- The Catholic and the War (1940)
- The Alternative (1940)
- Elizabethan Commentary (1942)
- Places (1942)
- Sonnets and Verse (1945)
- The Romance of Tristan and Iseult by Joseph Bedier (1945)
- Selected Essays (1948)
- An Anthology of his Prose and Verse (1951)
- World Conflict (1951)
- Songs of the South Country (1951)

### Utgivet postumt
- Belloc Essays (1955)
- The Verse of Hilaire Belloc (1954)
- One Thing and Another. A Miscellany from his Uncollected Essays selected by Patrick Cahill (1955)
- Collected Verse (1958)
- Letters From Hilaire Belloc (1958)
- Advice: Hilaire Belloc's advice on wine, food and other matters (1960)
- Complete Verse (1970)
- Belloc: A Biographical Anthology (1970)
- Hilaire Belloc's Prefaces (1971)
- Cautionary Tales for Children (2002)
- Distributist Perspectives: Essays On Economics of Justice And Charity (2004) (tillsammans med essäer av Herbert W. Shove, George Maxwell, G. K. Chesterton, Arthur J. Penty, H. J. Massingham, Eric Gill, and Harold Robbins)
- The Way Out (2006)